# Caza de Rachaïya
Caza de Rachaïya (arabiska: قضاء راشيا) är ett distrikt i Libanon.   Det ligger i guvernementet Mohafazat Béqaa, i den centrala delen av landet, 50 kilometer sydost om huvudstaden Beirut.
Omgivningarna runt Caza de Rachaïya är i huvudsak ett öppet busklandskap. Runt Caza de Rachaïya är det ganska tätbefolkat, med 58 invånare per kvadratkilometer.